# 野中アリ山古墳
野中アリ山古墳（のなかありやまこふん）は、かつて大阪府藤井寺市野中2丁目に所在し、現在は墳丘がほぼ消滅している古墳（方墳）。世界文化遺産の古市古墳群に属しており、アリ山古墳とも呼ばれている。1958年（昭和33年）の発掘調査により鉄製武器など多数の鉄製品が出土している。

## 概要
誉田御廟山古墳（伝応神天皇）の西側に近接して存在した方墳であり、誉田御廟山古墳の周濠外濠からの距離は僅かに40メートルに過ぎず、陪塚のひとつと考えられる位置にある。野中アリ山古墳の南側には11メートルの平坦地をはさんで、一辺50メートルの方墳である東山古墳（伝応神天皇陵陪塚として現存）があり、両墳とも墳丘の向きを同じくしており、緊密な関連の下に築造されたことが推測される。太平洋戦争後、アリ山古墳は開墾されて鉄器などの遺物がしばしば、採取されるようになったため、残存した遺物を収容し、遺構を究明するために1958年（昭和33年）大阪大学国史研究室の北野耕平らによって発掘調査が行なわれた。

### 墳丘の形状と埴輪列
墳丘の形状は二段築成の方墳であり、辺長45メートル、高さ4.5メートルの規模である。開墾によって大量の丸石が取り除かれ、付近の場所に山積みされていたので元は墳丘の斜面を広く葺石が覆っていたことは疑いがない。墳丘南側の裾に近いところで、東西方向に一直線に樹立された円筒埴輪列が発見されている。円筒埴輪は10センチの間隔を置いて並べられており63個体が発掘された。形象埴輪は草摺形埴輪の破片などが出土している。

### 内部構造と遺物
発掘調査により、墳丘中央に位置する埋葬施設のほかに、それを挟んで南北に副葬品を置いた施設がそれぞれ存在するのが発見された。

#### 中央施設
中央施設は粘土、石の類を使用せずに、墳丘に穿った土壙に直に木棺を置き、周囲に副葬品を並べたものであった。攪乱が激しく装身具の玉類なども検出されなかったので人体埋葬があったかどうかは議論のあるところであるが調査報告者の北野耕平は施設の北側に赤色顔料の散布が広く認められた箇所があり、ここに人体の埋葬を想定している。中央施設の遺物としては以下のものがあった。
1. 鉄槍先40口　蕨手刀子5本　鉄鉾先3口
2. 鉄鏃70本　鉄鍬2個　鉄斧8個
3. 土師壷形土器1個

#### 南施設
南施設は地表下数センチのところに、かろうじて破壊を免れた小部分が残っていたにすぎないが、薄い短冊状の鉄板が並列した状態で発見されており、鉄板は砂礫質の土層上に直接置かれていた。南施設の遺物としては帯状鉄板15個以上がある。

#### 北施設
北施設は中央施設から3.5m離れて、封土中に長方形の平面を持った構造として存在したが、この施設も特に粘土や石材を使用した形跡はなく、封土に掘り込んだ土壙のみであった。人体を埋葬した痕跡は全くなく大量の鉄器の埋納を目的とした施設であった。北施設の出土遺物としては以下の通りである。
1. 鉄刀77口　蕨手刀子151個　鉄剣8口
2. 鉄鑿90本　鉄槍先8口　鉄錐1本
3. 鉄矛先1口　鉄鉇14本　鉄鏃1542本
4. 異型鉇その他4本　鉄斧頭134個　鉄鋸7本
5. 鉄鎌201個　鉄鍬49個　土製丸玉11個
6. 鉤状鉄器　412本

なお北施設の鉄製農工具には使用によって生じた摩滅は判別できなかったという。
北施設付近では埴輪も検出されており、形象埴輪としては
甲冑形埴輪破片2個　異形埴輪破片5個　草摺形埴輪破片2個　朝顔形円筒埴輪破片1個
が発掘されている。

### 築造年代
野中アリ山古墳の築造年代は発掘調査報告書の刊行時（1964年）には、その鉄製品の内容、誉田御廟山古墳の陪塚としての関係から5世紀初頭頃の年代が推定されたが、現代でもその年代観は大きく変わらず、5世紀前半前後が推定されている。